# Билишти
Би́лишти (алб. Bilishti) — город в Центральной Албании в префектуре Корча, центр округа Девол.
Расположен в 9 км от границы с Грецией.

## История
Согласно Сан-Стефанского мирного договора, Билишти и весь округ Девол должен был войти в состав воссоздаваемой  Болгарии, но Берлинский трактат изменил условия предварительно подписанного Сан-Стефанского договора. Поэтому весь округ и город оставался под властью Османской империи.
В 1911 году город имел 106 болгарских жителей.